# Franciscaner missieposten in de Sierra Gorda
De Franciscaner missieposten in de Sierra Gorda bestaan uit vijf missieposten in het noordoosten van de Mexicaanse staat Querétaro. De missieposten zijn opgenomen op de lijst van Werelderfgoed.
De missieposten zijn de Santiago de Jalpan en de Nuestra Señora de la Luz de Tancoyol bij Jalpan. de Santa María del Agua de Landa en de San Francisco del Valle bij Tilaco in Landa en San Miguel Concá bij Arroyo Seco. De missieposten werden gebouw in de 18e eeuw om de Indianen het noorden van de Spaanse kolonie Nieuw-Spanje, de noordelijke deelstaten van het huidige Mexico en het zuidwesten van de huidige Verenigde Staten, tot het rooms-katholicisme te bekeren.
Agavelandschap en oude industriële faciliteiten van Tequila · Hydraulisch systeem van het aquaduct van Padre Tembleque · Oude Mayastad en beschermde tropische regenwouden van Calakmul, Campeche · Historische versterkte stad Campeche · Precolumbiaanse stad Chichén Itzá · Centrale Universiteitsstadscampus van de Nationale Autonome Universiteit van Mexico · Biosfeerreservaat El Pinacate y Gran Desierto de Altar · El Camino Real de Tierra Adentro · Precolumbiaanse stad El Tajín · Franciscaanse missieposten in de Sierra Gorda van Queretaro  · Historische stad Guanajuato en aangrenzende mijnen · Hospicio Cabañas, Guadalajara · Eilanden en beschermde gebieden in de Golf van Californië · Luis Barragánhuis en -studio · Historisch Centrum van Mexico-Stad en Xochimilco · Vroeg-16e-eeuwse kloosters op de hellingen van de Popocatépetl · Historisch centrum van Morelia · Historisch centrum van Oaxaca en Monte Albán · Precolumbiaanse stad en nationaal park Palenque · Archeologische zone van Paquimé, Casas Grandes · Historisch centrum van Puebla · Historische monumentenzone van Querétaro · Revillagigedo-archipel · Biosfeerreservaat van de monarchvlinder · Rotstekeningen van de Sierra de San Francisco · Beschermde stad San Miguel en het Heiligdom van Jesús de Nazareno de Atotonilco · Sian Ka'an · Precolumbiaanse stad Teotihuacan · Historische monumentenzone van Tlacotalpan · Precolumbiaanse stad Uxmal · Walvisreservaat van El Vizcaíno · Archeologische monumentenzone van Xochicalco · Historisch centrum van Zacatecas · Tehuacán-Cuicatlánvallei: oorspronkelijke habitat van Mesoamerika